# Яр Жолобок
Яр Жолобок — балка (річка) в Україні у Богодухівському районі Харківської області. Ліва притока річки Мерли (басейн Дніпра).

## Опис
Довжина балки приблизно 5,82 км, найкоротша відстань між витоком і гирлом — 5,03  км, коефіцієнт звивистості річки — 1,16 . Формується декількома балками та загатами.

## Розташування
Бере початок у селі Кленове. Тече переважно на північний захід серез села Філатове та Заброди і впадає у річку Мерлу, ліву притоку річки Ворскли.

## Притоки
- Яр Ринзин - права притока

## Цікаві факти
- Від витоку балки на східній стороні на відстані приблизно 2,64 км пролягає автошлях Т 2113[3] (автомобільний шлях територіального значення у Харківській області. Пролягає територією Золочівського та Богодухівського районів через Золочів — Максимівку. Загальна довжина — 32 км.).
- У XX столітті на балці існували птице-тваринна ферма (ПТФ) та декілька газових свердловин[2], а у XIX столітті — декілька вітряних млинів[1].